# 530
530（五百三十、ごひゃくさんじゅう）は自然数、また整数において、529の次で531の前の数である。

## 性質
- 530は合成数であり、約数は 1, 2, 5, 10, 53, 106, 265, 530 である。
  - 約数の和は972。
  - 400番目の不足数である。1つ前は529、次は531。
- 64番目の楔数である。1つ前は518、次は534。
- 530 = 6 + 28 + 496
  - 完全数の総和で表せる数である。1つ前は34、次は8658。
  - 異なる完全数の和で表せる数とみたとき1つ前は524、次は8128。(オンライン整数列大辞典の数列 A185351)
  - 3連続完全数の和で表せる最小の数である。次は8652。
- 各位の和が8になる39番目の数である。1つ前は521、次は602。
- 530 = 12 + 232 = 132 + 192
  - 異なる2つの平方数の和で表せる157番目の数である。1つ前は522、次は533。(オンライン整数列大辞典の数列 A004431)
  - 2つの平方数の和2通りで表せる32番目の数である。1つ前は520、次は533。
- 530 = 32 + 112 + 202 = 42 + 152 + 172 = 52 + 82 + 212 = 52 + 122 + 192 = 72 + 92 + 202 = 72 + 152 + 162
  - 3つの平方数の和6通りで表せる18番目の数である。1つ前は513、次は531。(オンライン整数列大辞典の数列 A025326)
  - 異なる3つの平方数の和6通りで表せる8番目の数である。1つ前は497、次は542。(オンライン整数列大辞典の数列 A025344)
- 530 = 43 + 53 + 53 + 63
  - 4つの正の数の立方数の和で表せる133番目の数である。1つ前は529、次は533。(オンライン整数列大辞典の数列 A003327)
- n = 5 のときの n と 6n を並べてできる数である。1つ前は424、次は636。(オンライン整数列大辞典の数列 A009440)
- n = 530 のとき n と n + 1 を並べた数を作ると素数になる。n と n + 1 を並べた数が素数になる67番目の数である。1つ前は522、次は540。(オンライン整数列大辞典の数列 A030457)

## その他 530 に関連すること
- 5:30（言い換えれば5:30開始）を指すことから、ニュース番組に530とつけているものがある。以下に挙げる。
  - アタック530は、関西テレビで放送されていたローカルワイドニュース番組。
  - 530ステーションは、600ステーションの週末版として放送されていた番組。
  - HAB 530ステーションは、福井県で放送されていた番組。
  - HTB 530ステーションは、北海道テレビ放送のニュース番組。こちらは現在も放送中である。
  - 欽きらリン530!!は、一部日本テレビ系列で放送されていたバラエティー番組。ニュース番組とは関係ないが、530がつけられていた。
- R.530 (ミサイル)
- シュペル530 (ミサイル)
- 5月30日は語呂合わせでゴミゼロと読める。これから取って5月30日は「ゴミゼロの日」と名付けられた。
  - 530運動は、1975年に愛知県豊橋市が始めた、町中のゴミを拾い歩く運動のこと。